# Pětikozly
Pětikozly település Csehországban, a Mladá Boleslav-i járásban. Pětikozly Bukovno, Krásná Ves, Strenice, Niměřice és Rokytovec településekkel határos. Lakosainak száma 92 fő (2024. január 1.).

## Népesség
A település lakosságának változását az alábbi diagram mutatja:
| Lakosok száma | 166  | 246  | 245  | 179  | 94   | 57   | 68   | 75   | 87   | 92   |
|               | 1869 | 1900 | 1921 | 1961 | 1980 | 2011 | 2016 | 2019 | 2021 | 2024 |